# Juan González Bedoya
Juan González Bedoya (Tollo, Vega de Liébana, Cantabria, 1945) es un periodista y político español.

## Carrera periodística
Es licenciado en Ciencias de la Información por la Universidad de Navarra. Ha trabajado como periodista, entre otros medios, en Alerta (Cantabria), El Correo Español (Bilbao), Hoja del Lunes de Santander (Cantabria) y Televisión Española. En Hoja del Lunes de Santander ocupó el puesto de director (1975-1980). Actualmente pertenece a la redacción del diario madrileño El País.

## Actividad política
En política, integrado en el Partido Socialista de Cantabria-Partido Socialista Obrero Español (PSC-PSOE), fue senador por Cantabria (1982-1993), diputado regional (1983-1991), presidente y portavoz del Grupo Socialista en el Parlamento de Cantabria (1983-1990), Miembro de la Comisión Ejecutiva del PSC-PSOE (1984-1991), y miembro del Comité Federal del PSOE (2000-2002). En el Senado fue el Ponente de la ley Orgánica de Rectificación, ley de Televisión Privada y ley Orgánica del Derecho a la Educación (LODE).
A comienzos de los años 2000, tuvo una sucesión de desencuentros con la dirección de su partido en Cantabria. En septiembre de 2002 se produjo su salida del PSC-PSOE.
En 2007, junto con otros antiguos afiliados del PSC-PSOE, constituyó un partido político de ámbito regional en Cantabria, el Bloque Regeneración, definido como partido de izquierdas, con el objetivo de promover políticas de igualdad y solidaridad. El partido acudió a las elecciones autonómicas de 2007 junto con la federación de Izquierda Unida en Cantabria, formando la coalición  Convocatoria por Cantabria y contando con Juan González Bedoya como candidato. En las elecciones autonómicas de 2007 esta coalición no obtuvo representación parlamentaria, y tras ellas el Bloque Regeneración desapareció virtualmente de la vida política cántabra.

## Trayectoria en el periodismo
Posteriormente, Juan González Bedoya ha continuado desarrollando su carrera profesional como periodista en el diario El País. En 2009 la Comisión Europea seleccionó en España su informe Trampas y miserias del Estado de Bienestar, publicado en El País el 5 de julio de ese año, dentro de la convocatoria para el Premio Europeo de Periodismo 2009: Por la Diversidad. Contra la Discriminación.